# Ólafur Skúlason (Bischof)

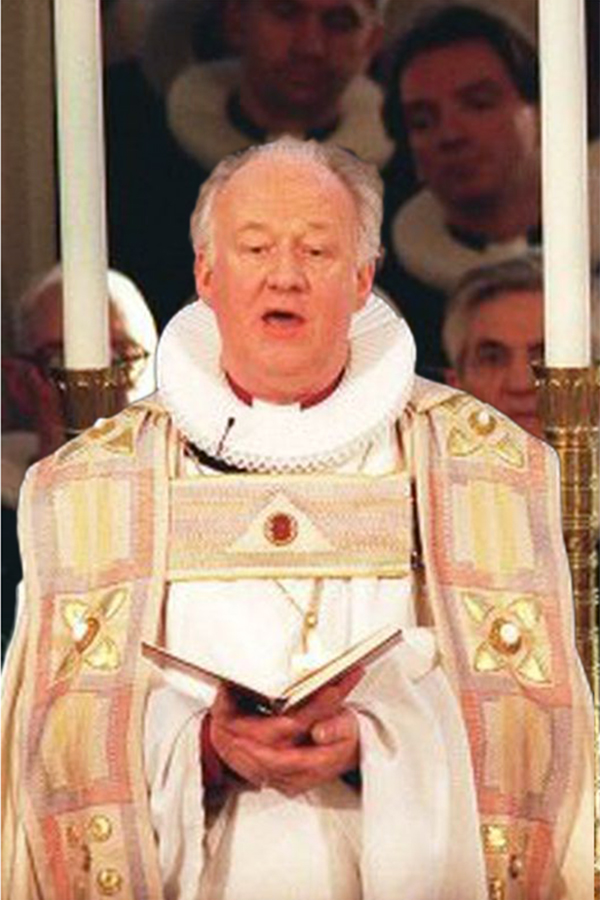
Ólafur Skúlason

Ólafur Skúlason (* 29. Dezember 1929 in Birtingaholt, Hrunamannahreppur; † 9. Juni 2008 in Reykjavík) war ein isländischer evangelisch-lutherischer Theologe. Von 1989 bis 1997 war er Bischof von Island.

## Leben
Ólafur Skúlason wuchs in Birtingaholt, Gemeinde Hrunamannahreppur, im Süden von Island auf. Seine Eltern waren Skúli Oddleifsson und Sigríður Ágústsdóttir. Nach seinem Abschluss an der Universität von Island im Jahr 1955 wurde er ordiniert und diente der isländischen Gemeinde in Mountain, North Dakota. Im Jahr 1960 wurde er zum ersten Jugendvertreter der Landeskirche ernannt und 1964 wurde er Pfarrer der Bústaðarkirkja in Reykjavík. Im Jahr 1975 wurde er zum Dekan in Reykjavík ernannt. 1983 wurde er zum Titularbischof von Skálholt und zum Suffragan des Bischofs von Island ernannt. Im Jahr 1989 wurde er zum Bischof von Island gewählt. Er trat 1997 in den Ruhestand.
In seiner Zeit als Bischof vollzog sich ein großer Wandel hin zu mehr Unabhängigkeit für die Landeskirche. Der Höhepunkt dieser Veränderungen war das Gesetz über den Status, die Verwaltung und die Praxis der Nationalkirche, in dem der Kirche das Recht zugestanden wurde, über die sie betreffenden Fragen zu entscheiden. Zu dieser Zeit war er auch Mitglied des Vorstands des Lutherischen Weltbundes und leitete die Verwaltung des Instituts für Ökumenische Forschung (Straßburg).
Während seiner Amtszeit kamen eine Reihe von sexueller Missbrauchsskandalen im Zusammenhang mit Pfarrern sowie Anschuldigungen gegen Ólafur selbst ans Licht, wobei er beschuldigt wurde, zahlreiche Frauen sexuell missbraucht zu haben. Zu dieser Zeit wurden die Skandale vertuscht. Nach seinem Tod besuchte seine Tochter Guðrún Ebba Ólafsdóttir 2010 den Kirchenrat und stellte fest, dass Ólafur Skúlason sie über viele Jahre hinweg sexuell missbraucht hatte.
Pétur war mit Ebba Sigurðardóttir verheiratet. Das Paar hatte drei Kinder.